# 種子島・屋久島交通
種子島・屋久島交通（たねがしま・やくしまこうつう）は、鹿児島県の種子島・屋久島を営業エリアとするバス事業を行っている企業。鹿児島県南部、種子島、屋久島などの交通・観光事業者各社とともに「いわさきグループ」を構成している。日本バス協会の会員にはなっていない。
いわさきグループであるため「いわさきICカード」の利用が可能であり、割引等の条件は本土路線と同様である。

## 沿革
- 2004年（平成16年）4月1日： いわさきコーポレーション（種子島交通・屋久島交通）の譲渡を受けて発足。
- 2009年（平成21年）4月1日： 種子島支社管内の路線バス廃止。西之表市コミュニティバスとスクールバスの運行受託は継続。

## 事業所
- 種子島支社
  - 鹿児島県西之表市西町49-1
- 屋久島支社
  - 鹿児島県熊毛郡屋久島町安房500-1

## バス路線

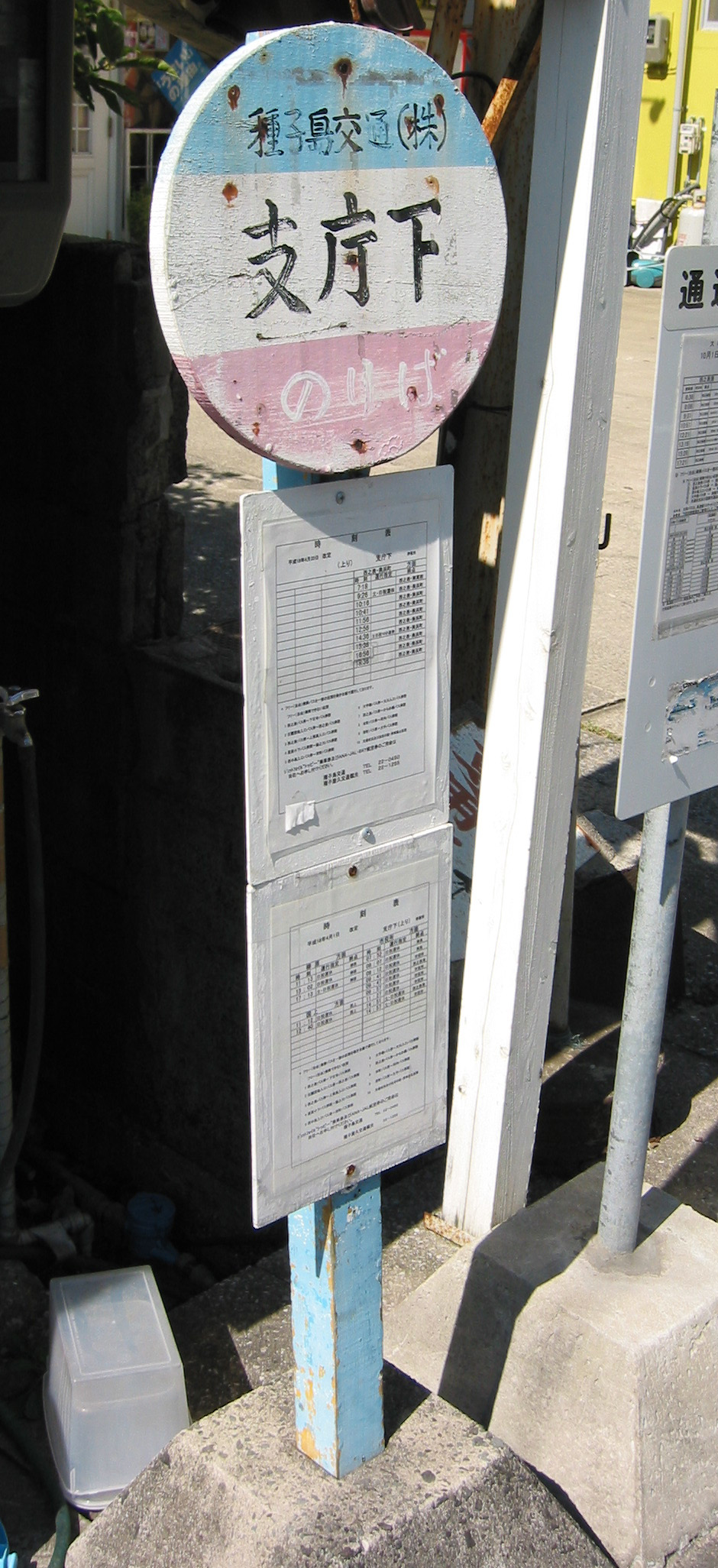
「種子島交通」（旧社名）表記のバス停（2006年当時）

### 屋久島支社
- 永田 - 宮之浦 - 屋久島空港 - 合庁前 - 安房 - 尾之間 - 栗生橋 - 大川の滝
- 宮之浦港 - 白谷雲水峡
- シーサイドホテル - 屋久島空港 - 合庁前 - 安房 - 荒川登山口
- 荒川登山口 - 安房 - 尾之間 - 平内海中温泉
- 合庁前 - 安房 - 屋久杉ランド - 紀元杉

### 種子島支社
- 南種子町コミュニティバス（運行委託）

廃止直前時点
- 西之表 - 西之表港 - 野間 - 種子島病院 - いわさきホテル - 種子島宇宙センター
- 種子島空港 - 西之表
- 種子島空港 - 野間 - 種子島病院 - いわさきホテル

## 車両
- 元々「種子島交通」「屋久島交通」とそれぞれ別会社だったため、車体側面のロゴが種子島側の車両は「TANEGASHIMA KOTSU」、屋久島側は「YAKUSHIMA KOTSU」のままになっている。

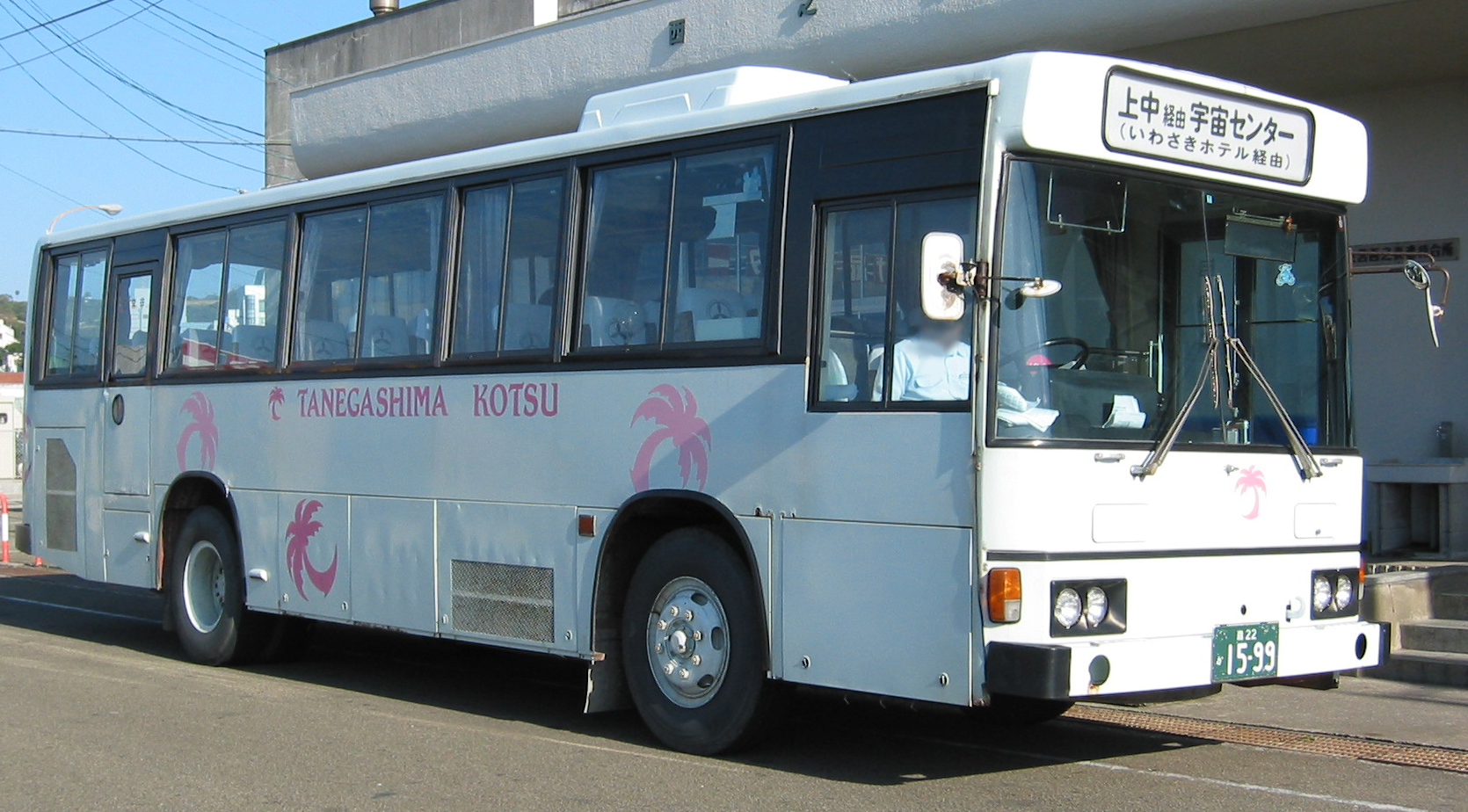
種子島側の一般路線車（2006年10月）
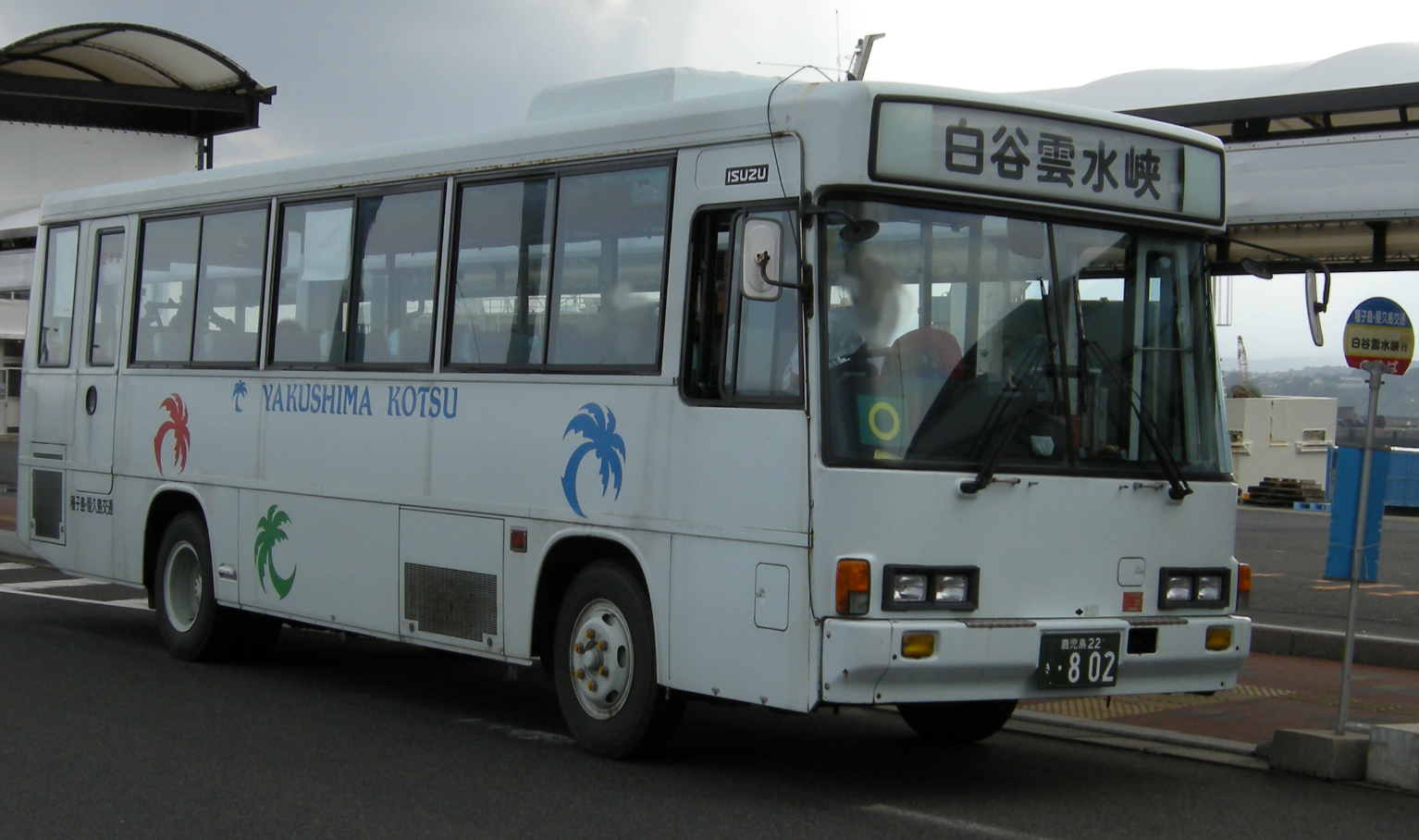
屋久島側の一般路線車（2008年10月）

屋久島側
路線バス車両・貸切車両49台のうち5台が電気バスである。

## 関連会社
いわさきグループ各社

### バス事業者
- 鹿児島交通
- 鹿児島交通観光バス
- 三州自動車・いわさきバスネットワーク(両社とも鹿児島交通に吸収合併)

### 船舶事業者
- 鹿児島商船
- 垂水フェリー